# Serrat de Vilanova
El Serrat de Vilanova és un serrat del municipi de Conca de Dalt, antigament del de Toralla i Serradell, situat a llevant del poble de Rivert.
Es tracta de l'extrem sud-oriental de la Serra del Cavall, contrafort meridional de la Serra de Sant Salvador, del qual constitueix, de fet, un coster a ponent de la Masia de Vilanova, per on davalla la Carretera de Toralla a Vilanova, al nord dels Prats de Servent.